# Konstantin Ivliev
Konstantin Alekseevič Ivliev (in russo Константин Алексеевич Ивлиев?; Mosca, 7 agosto 2000) è un pattinatore di short track russo.

## Biografia
È figlio di Elizaveta Ivlieva e Alexei Ivliev. La madre è stata pattinatrice di short trak di caratura internazionale e vinse la medaglia d'oro nella staffetta 3000 metri agli europei del 2004 e 2005. Entrambi i genitori sono allenatori di short track.
Si è affermato agli europei di Dordrecht 2019, vincendo il bronzo nella staffetta 5000 metri con i connazionali Denis Ayrapetyan, Semion Elistratov, Alexander Shulginov e Pavel Sitnikov, pur non disputando la finale.
Alle Universiadi di Krasnojarsk 2019 ha vinto l'argento nella staffetta 5000 metri e il bronzo nei 500 metri.
Agli europei di Danizca 2021 ha ottenuto l'oro nei 500 metri, precedendo l'italiano Pietro Sighel e l'olandese Itzhak de Laat sul podio, e il bronzo nella staffetta 5000 metri, con Semion Elistratov, Daniil Eybog, Pavel Sitnikov e Denis Ayrapetyan.

## Palmarès
- Europei

Dordrecht 2019: bronzo nella staffetta 5000 m;
Danizca 2021: oro nei 500 m; bronzo nella staffetta 5000 m;
- Universiadi

Krasnojarsk 2019: argento nella staffetta 5000 m; bronzo nei 500 m;